# Guayanilla
Guayanilla é uma municipalidade de Porto Rico. Faz parte da Região Metropolitana de Yauco.